# Vladimir Golovanov
Vladimir Semionovitch Golovanov (en russe : Владимир Семёнович Голованов, né le 29 novembre 1938 et mort le 2 août 2003), est un haltérophile russe (soviétique pendant sa carrière sportive) qui a remporté une médaille d'or aux Jeux olympiques d'été de 1964.
Entre 1963 et 1968, il a établi cinq records du monde.
Golovanov découvre l'haltérophilie en 1957, alors qu'il sert dans l'armée soviétique en Extrême-Orient russe. Il réalise ses meilleures performances en 1964-1965, lorsqu'il s'impose aussi bien aux Jeux olympiques qu'aux championnats du monde. Blessé en 1965, il ne retrouve pleinement ses moyens qu'en 1968. Il remporte alors un titre soviétique des poids lourds et établit son dernier record du monde. Il prend sa retraite sportive en 1972, après une troisième place aux championnats nationaux. Il entraîne par la suite des haltérophiles à Khabarovsk. En 1985, il est nommé président de la fédération russe d'haltérophilie d'Extrême-Orient et, de 1998 à sa mort, il dirige une école de sport à Khabarovsk.